# فيدر (مصارع)
فيدر (بالإنجليزية: Vaider) (14 مايو 1955 - 18 يونيو 2018) مصارع أمريكي محترف راحل. كان أول ظهور له في الدبليو دبليو أي عام 1996 .

## وفاته
في يوم 18 يونيو 2018 وحوالي الساعة 7:25 مساءً توفي فيدر بعد أن أمضى ثلاثة أشهر في المستشفى للعلاج من الالتهاب الرئوي وكان يبلغ من العمر 63 سنة.

## روابط خارجية
- فيدر على موقع دبليو دبليو إي (الإنجليزية)
- فيدر على موقع WrestlingData.com (الإنجليزية)
- فيدر على موقع CageMatch worker (الإنجليزية)
- فيدر على موقع قاعدة بيانات المصارعة على الإنترنت (الإنجليزية)
- فيدر على موقع عالم المصارعة على الإنترنت (الإنجليزية)
- فيدر على موقع عالم المصارعة على الإنترنت (الإنجليزية)

- صفحة Vader على دبليو دبليو إي.كوم
- فيدر على موقع IMDb (الإنجليزية)
- فيدر على موقع قاعدة بيانات الفيلم (الإنجليزية)